# Phare de Pachena Point
Le phare de Pachena Point est un phare situé dans la réserve de parc national Pacific Rim à 15 km au sud de Bamfield , sur la côte ouest de l'île de Vancouver, dans le district régional d'Alberni-Clayoquot (province de la Colombie-Britannique), au Canada.
Ce phare est géré par la Garde côtière canadienne .
Ce phare patrimonial  est répertorié par la Loi sur la protection des phares patrimoniaux (en)  en date du 29 mai 2015.

## Description
Le phare, datant de 1958, est une tour octogonale en bois blanc, avec une galerie et une lanterne octogonale rouge, de 20 m de haut.Sa lentille de Fresnel  d'origine de 
1er ordre émet, à une hauteur focale de 47 m, deux éclats blancs toutes les 7,5 secondes. Sa portée nominale est de 14 milles nautiques (environ 26 km).
La station est composée de deux logements de gardien de deux étages et de divers locaux.
Identifiant : ARLHS : CAN-362 - Amirauté : G-5280 - NGA : 13828 - CCG : 0178 .

## Caractéristique dufeu maritime
Fréquence : 7,5 secondes (W-W)
- Lumière : 0,37 seconde
- Obscurité : 1,25 seconde
- Lumière : 0,37 seconde
- Obscurité : 5,5 secondes

### Lien connexe
- Liste des phares de la Colombie-Britannique